# Organ Pipe Peaks
Le Organ Pipe Peaks (in lingua inglese: Picchi a canne d'organo) sono una serie di picchi rocciosi a forma di guglie, disposti in una fila lunga 13 km, situati subito a nord del Monte Harkness e a est del Ghiacciaio Scott, nelle Gothic Mountains, catena montuosa che fa parte dei Monti della Regina Maud, in Antartide. 
Furono scoperte dal gruppo geologico della spedizione antartica americana capitanata dall'ammiraglio Richard Evelyn Byrd (1933-35) che ne assegnò la denominazione descrittiva a causa della loro forma che ricorda la disposizione delle canne di un organo a canne.